# Weitenhagen, Vorpommern-Rügen
Wendisch Baggendorf là một đô thị tại huyện Vorpommern-Rügen (trước thuộc huyện Nordvorpommern), bang Mecklenburg-Vorpommern, miền bắc nước Đức.